# Сортаза А
Сортаза A ( EC 3.4.22.70, SrtA, белок SrtA, сортаза SrtA ) представляет собой фермент .    Этот фермент катализирует следующую химическую реакцию
Фермент катализирует реакцию сортировки клеточной стенки, в которой поверхностный белок с сигналом сортировки, содержащий мотив LPXTG, расщепляется между остатками Thr и Gly.
Этот фермент принадлежит к семейству пептидаз C60.

## Структура
Сортаза A имеет восьмицепочечную β-бочкообразную складку с гидрофобной щелью, образованной β7-β8 цепями. Эта щель окружена петлями β3-β4, β2-β3, β6-β7 и β7-β8. Каталитический остаток цистеина находится в этой щели и принимает последующее связывание нуклеофильного агента. Петля β3-β4 содержит сайт связывания кальция, который связывает кальций посредством координации с остатком в петле β6-β7. Такое связывание замедляет движение петли β6-β7, позволяя субстрату сортазы связываться и увеличивать его активность в восемь раз. 

## Использование в белковой инженерии
Сортаза A широко используется в качестве инструмента in vitro для посттрансляционной модификации белков на N- и C-концах с помощью присоединенной метки. Эти метки включают биотин, флуорофоры, сшивающие агенты и многофункциональные зонды. 
В обоих случаях одна молекула сконструирована так, чтобы содержать мотив LPXTG на одном конце, а другая молекула сконструирована так, чтобы содержать мотив (Gly) n на другом конце. При расщеплении мотива LPXTG, Сортаза образует промежуточный тиоэфир с сконструированной молекулой. Этот промежуточный продукт затем разрешается нуклеофильной атакой со стороны (Gly) n-содержащей молекулы с образованием слияния двух молекул с промежуточным мотивом LPXT (Gly)n.
Чтобы достичь N-концевого мечения белка, сконструирован мотив LPXTG, который находится на С-конце метки. Белок сконструирован с N-концом (Gly)n. Чтобы достичь С-конца одного и того же белка, сконструирован мотив LPXTG, который находится на С-конце белка. Молекула (Gly)n сконструирована так, чтобы она содержала метку на своем С-конце.
Наконец, как N, так и C-концы белков могут быть помечены с помощью сортаз с различной субстратной специфичностью. Например, Сортаза A Streptococcus pyogenes распознает и расщепляет мотив LPXTA и принимает нуклеофилы на основе Ala. Этот SrtA также распознает и расщепляет мотив LPXTG с меньшей эффективностью. Однако Staph. A. Сортаза A не распознает субстраты LPXTA и, следовательно, ортогональны последовательности LPXTA.
Кроме того, Сортаза А также использовалась для кусочного создания белков, белковых доменов и пептидов. 

## внешние ссылки
- MeSH Sortase+A